# 母栖ノ滝
母栖ノ滝（もすのたき）は兵庫県宍粟市山崎町にある滝である。別名は野原の滝。

## 概要
総落差約70m、上段50m下段20mの二段瀑で兵庫県下有数の落差を誇る滝である。滝の左側には霊験知記不動明王を祀る小屋がある。滝の上流には関西電力山崎実験センターがあり、その駐車場から滝への道がある。

## 登山史
- 2017年7月 小峰直城と小阪健一郎が初登攀に成功した[2][3]。